# 賴勁麟
賴勁麟（1962年1月27日—），雲林縣古坑鄉人，為中華民國政治人物，民主進步黨新潮流系的前立法委員。過去為主張普通選舉及言論自由的「大論五人小組」成員，亦曾擔任行政院勞工委員會副主任委員與雲豹能源董事長。

## 簡介
1981年，賴勁麟與李文忠、劉一德、王增齊，以及楊金嚴等五人組成「大論五人小組」，主張普通選舉及言論自由。之後加入了民主進步黨，並且投入勞工運動。
賴勁麟於1999年至2005年之間擔任民進黨第四屆與第五屆的臺北縣第三選舉區的區域立法委員。
2016年11月15日接任神腦國際董事長，2022年6月15日卸任。

## 家庭
- 配偶是媒體人 吳如萍。
- 育有2女，長女賴品妤投入2020第十屆立法委員選舉，競選成功，成為新北市第十二選區立法委員，2024年爭取連任失敗。

## 逸事
同黨因為有參選人「賴勁淋」（原名賴茂雄）的姓名讀音與他相同，常成為媒體的話題。

## 外部連結
- 立法院 -賴勁麟委員簡介 （页面存档备份，存于）